# 巴納德星
巴納德星是蛇夫座內一顆質量非常小的紅矮星，位在蛇夫座β星附近，蛇夫座66星的西北側，距離地球僅6光年遠。美國天文學家愛德華·愛默生·巴納德在1916年測量出它的自行為每年10.3角秒，是已知相對太陽自行最大的恆星。為紀念巴納德的發現，後來稱這顆恆星為巴納德星。巴納德星距離太陽1.8秒差距（6光年）是宇宙中第四接近太陽系的恆星，前三接近太陽的恆星都是半人馬座α系統的成員，亦是距離太陽系第二近的恆星系統。儘管它如此的接近地球，但是人類裸眼仍然看不見巴納德星。
由於它相當接近太陽，而且位於容易觀測的天球赤道附近，所以M型矮星巴納德星比任何恆星受到天文學家更多的研究和注意。天文學家的研究曾經聚焦在恆星的特徵、天體測量和推敲系外行星可能存在的極限。雖然這是一顆古老的恆星，天文學家仍然觀測到巴納德星發生過耀斑爆發。
天文學家曾對這顆恆星的一些研究題材發生爭議。從1960年代初至1970年代初長達十年之久，天文學家彼得·范德坎普（Peter van de Kamp）曾聲稱有一顆巨大的氣體行星環繞著巴納德星，一些天文學家也接受他的說法。天文學家後來認為恆星附近可能存在類似地球的小型行星，所以巨大行星存在的可能性就大為降低，范德坎普的主張被推翻。天文學家十分注意這顆恆星，它是無人旅行到鄰近的恆星系統可以快速前往研究的一個目標。
因為巴納德星擁有幾點與眾不同的特徵，所以它成為天文學家相當矚目的恆星。巴納德星是目前所有已知恆星中自行運動最快的恒星，因此有時候也被稱為巴納德「逃亡之星」（Runaway Star），它的自行速度比大熊座的飛行之星快一倍。恒星通常每年的自行速度還不到1角秒，牧夫座大角星自行運動算是比較明顯的，但是一年也不到2角秒，而巴納德星每年的自行運動卻高達10.31角秒。巴納德星距離太陽系只有5.96光年，是除了南門二系統（半人馬座α三合星）外是距離地球最近的恆星和恆星系，並確認它至少有四顆類地行星。

## 數據

巴納德星從1985-2005年的位置（每個位置間隔五年）。

從20,000年前至未來80,000年間最接近地球的恆星

巴納德星是一顆M4型的黯淡紅矮星，觀測者必須使用望遠鏡才能看見。它的視星等為9.54等，與全天最亮的恆星天狼星（-1.5等）和裸眼能看見的最暗星（+6.0等）相較之下（亮度的關係是以對數計算），9.54等的巴納德星亮度只有6等星的1/27。
巴納德星的年齡介於70億至120億年之間，不僅比太陽古老，天文學家還認為它可能是銀河系中最古老的恆星。它已經失去了大量的轉動能量，光度的周期變化顯示巴納德星自轉一週需要130天（相較之下太陽只需要25天）。因為巴納德星是一顆古老的恆星，所以長久以來都被假設是一顆休眠期中的恆星，但是天文學家在1998年觀測到一個強烈的恆星耀斑，所以巴納德星其實是一顆耀星。巴納德星也是一顆變星，標示為蛇夫座V2500。
自行運動是天體在天球上對應的橫向速度（相對太陽的「橫向」移動），巴納德星的自行速度是90公里/秒，相當於每年在天球上移動10.3弧杪，所以這顆恆星在人的一生中可以移動四分之一度，相當於滿月視直徑的一半。
巴納德星的徑向運動朝著太陽接近，所以天文學家可以觀測到藍移。目前有兩份星表列出巴納德星的徑向運動數值：SIMBAD是每秒106.8公里；ARICNS是每秒110.8公里。天文學家將這些測量值與自行運動一起考慮後，認為它在太空中朝著太陽的相對速度是每秒139.7公里或142.7公里。天文學家根據巴納德星朝向太陽移動的速度推算，它將在西元9,800年時最接近太陽，屆時距離為3.75光年，但是當時最接近太陽的恆星是比鄰星，因為它將會移動到比巴納德星還要更接近太陽的位置。令人失望的是屆時這顆星依然很黯淡，視星等只有8.5等，裸眼仍然看不見它，之後它又將穩定的遠離太陽。
巴納德星的質量大約是太陽質量的14%，半徑是太陽的15-20%。雖然它的質量大約是木星質量的180倍，但是半徑只比木星大1.5至2倍，所以這顆恆星與一顆棕矮星的大小相當。它的有效溫度是3134（±102）K，視亮度是太陽亮度的4/10000，總亮度相當於34.6/10000。因為它是如此暗淡，如果把它放在太陽的位置，巴納德星的亮度也只有滿月的100倍，與站在距離太陽80天文單位的位置來觀測太陽相當。

## 可能的行星系統
從1963年開始10年之間，有為數眾多的天文學家接受彼得·范德坎普的觀點：其聲稱觀測到巴納德星自行運動上的攝動，顯示它擁有一顆或數顆比木星更大的行星。他從1938年就開始觀測這顆恆星，並與斯沃斯莫爾學院天文台的同事企圖以微尺從攝影乾板上測量它的位置變動，與行星一致的軌道攝動，以證明它有行星級伴星的存在。他曾動用十個人測量巴納德星在乾板上的位置，避免系統或人為的誤差產生。范德坎普最初建議有一顆1.6木星質量的行星，以4.4天文單位的橢圓軌道繞行著巴納德星，並在1969年以論文明確的提出這些觀測結果。他在同一年稍晚提出巴納德星擁有兩顆行星，質量分別為1.1和0.8木星質量。

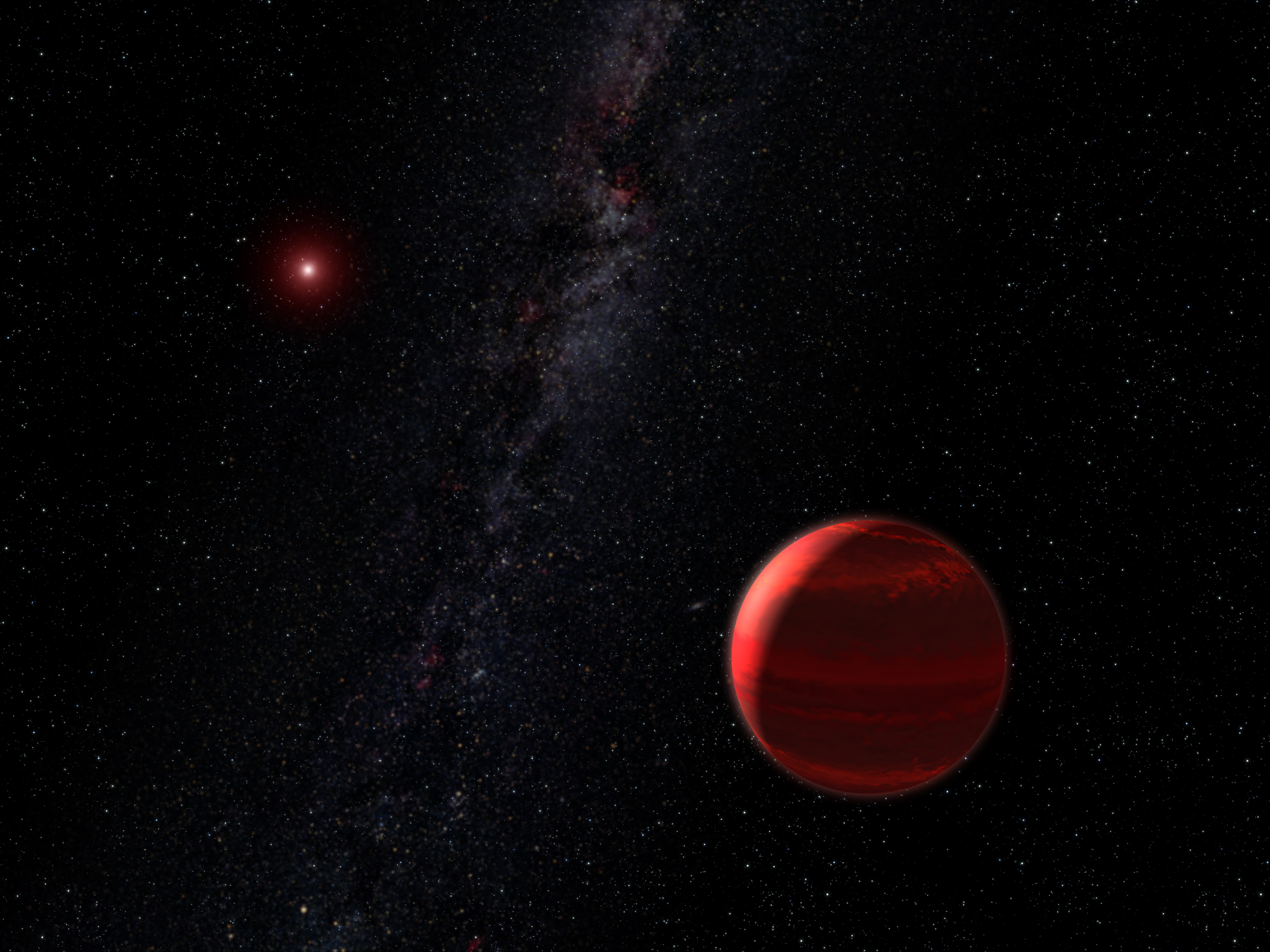
藝術家的想像圖：一顆在軌道上環繞著紅矮星的行星。

其他的天文學家接著重複進行范德坎普的觀測，並在1973年發表了兩篇重要的論文否定巴納德星附近存在著一顆行星或數顆行星。天文學家蓋特伍德（George Gatewood）和埃克霍恩（Heinrich Eichhorn）在不同的天文台使用新的乾片測量技術，但是都未能證實行星級伴星的存在。赫爾希在四個月之前發表的論文，同樣使用斯沃斯莫爾天文台的資料，發現觀測巴納德星時發現到的各種變化與望遠鏡的鏡頭進行調整和修改的時間有關，認為其「發現」的行星是望遠鏡維謢和升級時所造成的假象。
范德坎普從未承認行星不存在，在1982年末再度發表巴納德星附近有兩顆行星的論文。他在斯沃斯莫爾天文台的後繼者Wulff Heintz（也是一位雙星專家）對其研究結果表示懷疑，後來還持續批評他在1976年之前的研究結果，兩人的關係因此而疏遠。
目前天文學家還不能完全排除行星存在的可能性，他們在1980和90年代中對巴納德星伴星的觀測最後都沒有成功，於是他們最後在1999年利用哈伯太空望遠鏡來進行干涉測量仍未發現行星的蹤跡。
這些爭議對系外行星的研究也許有負面的影響，但至少提高了巴納德星的知名度，使這顆恆星的聲望在科幻的社群中不斷的提升（在科幻中的恆星和行星系統），並且被納入代達羅斯計劃的觀測目標。
2024年發現了一顆行星巴納德星b，2025年它與其他三顆同星系的行星獲得證實。
| 成員 (依恆星距離) | 质量            | 半長軸 (AU)   | 轨道周期 (天) | 離心率          | 傾角     | 半径 |
| ----------------- | --------------- | ------------- | ------------- | --------------- | -------- | ---- |
| d                 | ≥0.263±0.024 M⊕ | 0.0188±0.0003 | 2.3402±0.0003 | 0.04+0.05 −0.03 | >20°     | —    |
| b                 | ≥0.299±0.026 M⊕ | 0.0229±0.0003 | 3.1542±0.0004 | 0.03+0.03 −0.02 | 20-87.9° | —    |
| c                 | ≥0.335±0.030 M⊕ | 0.0274±0.0004 | 4.1244±0.0006 | 0.08+0.06 −0.05 | >20°     | —    |
| e                 | ≥0.193±0.033 M⊕ | 0.0381±0.0005 | 6.7392±0.0028 | 0.04+0.04 −0.03 | >20°     | —    |

## 代達羅斯計劃
巴納德星除了行星的存在出現爭議外，這顆恆星最著名的研究是代達羅斯計劃。在1973至1978年之間，天文學家認為根據現存或近未來的技術，使用無人太空船對另一個恆星系統進行快速的探測是可能實現的。巴納德星被選擇為代達羅斯計劃其中一個目標，一部份是因為這顆恆星可能擁有行星。
理論模型建議天文學家使用核分裂的核脈衝火箭（具體的說，就是使用電子來轟擊氘和氦-3），加速4年的時間可以讓火箭的速度達到光速的12%，只需要50年，在一個人的有生之年內，就可以抵達這顆恆星，如此一來天文學家可以更詳細的調查這顆恆星和任何可能存在的伴星，星際介質也將在天文尺度的標準上進行審查和讀取。
代達羅斯計劃最初的模型讓天文學家進行更進一步的理論性研究。羅伯特·弗雷塔斯（Robert Freitas）在1980年提出了一個更野心勃勃的計劃：利用自我複製太空船進行搜尋和聯繫地外生命。太空船在木星的軌道上組裝和發射，使用原先的參數只要花費47年就可以抵達巴納德星，完成代達羅斯計劃原先的研究項目。太空船抵達一顆恆星後，將開始自動複製，建設一座工廠，開始試探性的製造探測器，並在未來的1,000年中不斷複製人類最初製造出來的原始探測器。

## 研究
當初彼得·范德坎普最初的研究明顯聚焦在搜尋行星，有大量的文件證明巴納德星在其他的研究項目上也受到天文學家關注。

### 恆星的特性和天體測量
道森在2003年提出一些質量與光度關聯性的論文來說明巴納德星溫度和光度，認為之前的天文學家很可能一直低估這顆恆星的半徑，其實它應該是0.2±0.008倍太陽半徑，達到傳統估計值的上限。
根據天文學家一次對M型矮星金屬量的廣泛測量，巴納德星的金屬量被測定在-0.5和-1.0之間的等級，大約是太陽金屬量的10至32%。金屬量是恆星質量中比氦重的元素所佔的比例，幫助我們分類星系中恆星的星族。巴納德星似乎是一顆老年恆星，屬於第二星族的紅矮星，也是貧金屬的銀暈星。雖然是一顆紅矮星，巴納德星的金屬量比銀暈星還高，並且達到擁有豐富金屬的盤面星下限，這些加上它擁有高度的自行運動，所以天文學家認為這顆恆星是屬於銀暈星和盤面星之間的"中間第二星族" 。
班尼迪克和同事在1999年用哈伯太空望遠鏡做了廣泛的研究，精密測量出這顆恆星的絕對視差和絕對星等，幫助他們確定星球的界限。Kurster等人在2003年提出一些重要的論文，首次偵測到巴納德星的徑向速度導致它的運動速度發生變化；這顆恆星的活動促使徑向速度進一步產生變化。

### 推敲行星存在的界限
天體測量和研究其他恆星的特徵或許可以對太陽系外行星有更多了解和認識。藉由校正恆星運動數值可以得知行星質量和軌道的上限值：天文學家利用這種方法可以知道何種行星軌道不可能存在。比起那些更大的恆星，天文學家更容易注意到巴納德星這樣的紅矮星，因為它們的質量較低，攝動比較明顯，所以天文學家容易觀測。Gatewood在1995年表示可能有10倍木星質量的行星（這是棕矮星質量的下限）環繞著巴納德星運轉，他在一篇論文中協助天文學家降低行星存在的普遍性。天文學家在1999年使用哈伯太空望遠鏡進一步的排除巴納德星擁有0.8倍木星質量的行星，並以短於1,000天週期環繞主星的可能性；此外，Kurtzer在2003年確定環繞著巴納德星適居帶的"M sin i"值。行星質量不可能大於7.5倍地球質量或是大於3.1倍海王星質量（遠低於彼得·范德坎普主張的最低行星質量）。
這些研究都降低巴納德星附近行星存在的可能性，雖然天文學家尚未完全排除這種可能性，但是目前很難偵測到類地行星的存在。NASA的太空干涉儀任務（Space Interferometry Mission）和ESA的達爾文任務（Darwin）都預定搜尋類似地球的太陽系外行星，也都將巴納德星納入搜尋目標星表內。但是NASA太空干涉儀任務和ESA的達爾文任務後來分別在2010年及2007年遭到中止。

### 1998年耀斑觀測

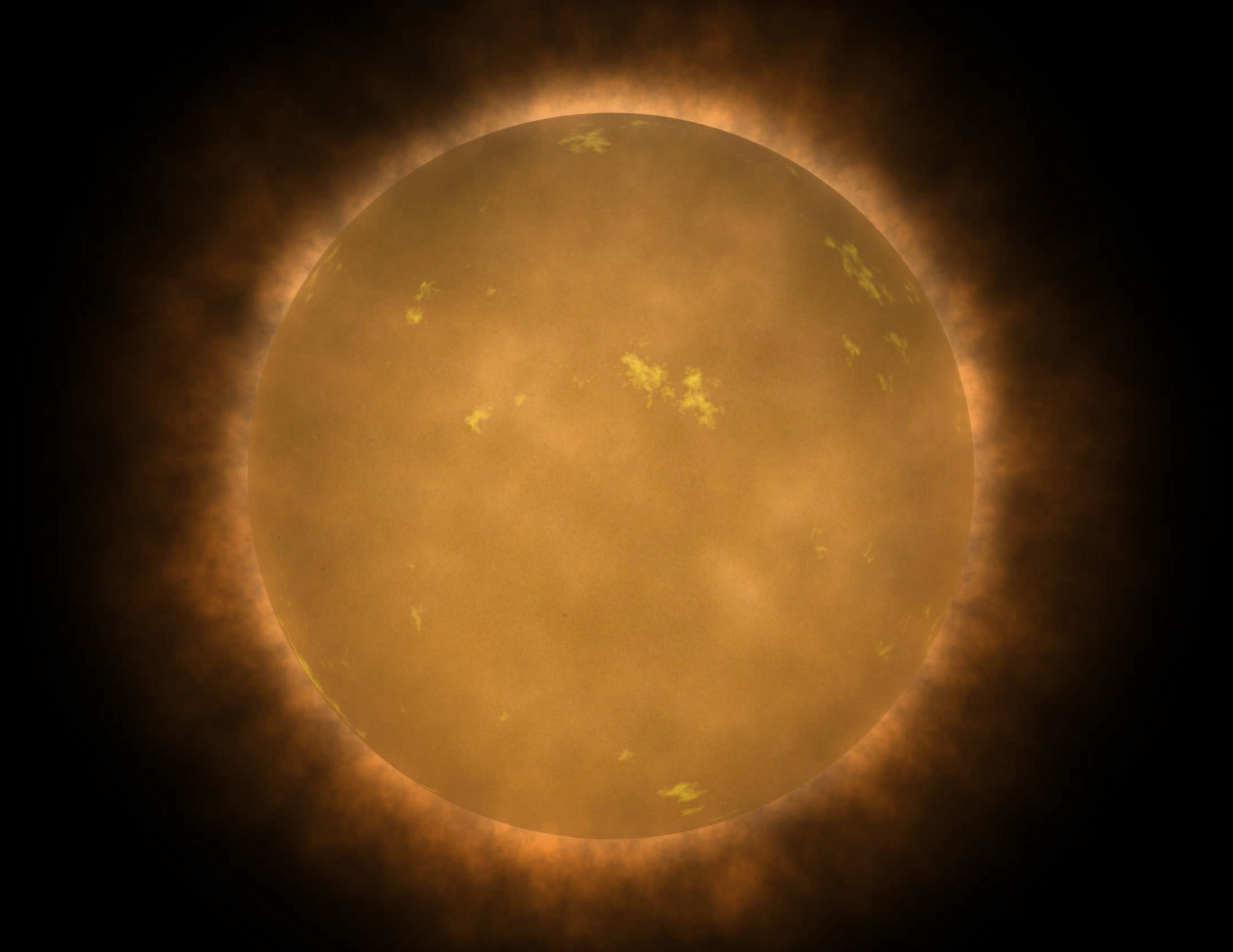
藝術家想像中的巴納德星，它與多數鄰近太陽的恆星一樣是一顆紅矮星。

觀察到巴納德星的恆星耀斑使天文學家對它的研究又多了一個有趣的題材。在奧斯汀德州大學工作的William Cochran注意到1998年7月17日巴納德星的發射光譜（在一次無關於星球擺動的研究中），在充分的分析這次耀斑之前的四年觀測紀錄後，現在任職於高達德太空飛行中心的黛安娜·鮑爾森等人，指出耀斑的溫度高達8,000K，超過這顆恆星正常溫度的兩倍，雖然天文學家對光譜進行簡單的分析不可能精確的確定耀斑釋放的總能量。因為耀斑是隨機發生的，所以黛安娜·鮑爾森附註道"恆星總會讓業餘觀測者在觀測時出其不意" 。
這個耀斑令天文學家大感意外，因為天文學家沒有預期到這種年齡的恆星會有如此種強烈的活動。雖然目前對耀斑尚未完全了解，但是天文學家相信這種現象是來自強烈的磁場導致對流層內被壓抑的電漿突然爆發：自轉迅速的恆星能產生強大的磁場，恆星衰老時自轉速度將會減慢。因此天文學家認為巴納德星發生這樣重大的現象是很罕見的。根據天文學家對於恆星週期性或恆星活動變化時間標尺的研究，也認為它應該是一顆沉寂的恆星。天文學家在1998年對巴納德星的亮度研究顯示出這顆恆星有微弱的週期變化，天文學家注意到唯一一個星斑存在超過130天之久。
這種恆星活動現象讓巴納德星成為天文學家研究與了解同類恆星的主要觀測目標。天文學家希望能針對星系中為數眾多的老年M型矮星進行紫外線和X射線發射的測光計研究。這樣的研究存在天體生物學上的涵義：由於M型恆星的適居帶緊鄰著恆星，耀斑、恆星風和電漿拋射事件會對任何一顆行星造成強烈的影響。

## 環境
赤道北方北緯4°地區的觀測者可以在天頂附近的位置直接觀測到巴納德星，理論上在距離北緯4°± 90°的地方都能看得見巴納德星，雖然接近南方或北方地平線時的大氣消光會使這顆恆星的光度減弱，但幾乎地球上的每個緯度仍都能看見它。
這顆恆星有許多性質與太陽相似，鄰近巴納德星的許多恆星都是最小和最常見的紅矮星。目前最接近巴納德星的紅矮星是羅斯154，距離為5.41光年（1.66秒差距）。相對來說，太陽和比鄰星是接下來的最接近巴納德星的恆星系。從如果站在巴納德星上來觀測星空，太陽在天球上相對的座標位置正好在麒麟座的東部，為RA=5h 57m 48.5s, Dec=−04° 41′ 36″。絕對星等為4.83等的太陽在距離1.834秒差距的巴納德星上，將會是一顆令人印象深刻的一等星，類似北河三相對於地球上的觀測者。

## 相關文獻
- Barnard, E. E.  3: 191. 1918.
- van de Kamp, P. . The Astronomical Journal. 1963-09, 68: 515. doi:10.1086/109001.
- van de Kamp, P. . The Astronomical Journal. 1969-08, 74: 757  [2020-10-24]. doi:10.1086/110852. （原始内容存档于2016-04-11）.
- Jensen, Oliver G.; Ulrych, Tadeusz. . The Astronomical Journal. 1973-12, 78: 1104. doi:10.1086/111514.
- Gatewood, G.; Eichhorn, H. . The Astronomical Journal. 1973-10, 78: 769  [2020-10-24]. doi:10.1086/111480. （原始内容存档于2013-12-08）.
- van de Kamp, Peter. . Vistas in Astronomy. 1982-01, 26: 141–157  [2020-10-24]. doi:10.1016/0083-6656(82)90004-6. （原始内容存档于2021-03-11） （英语）.
- Fredrick, L. W.; Ianna, P. A. . Bulletin of the American Astronomical Society. 1985-03-01, 17: 551.
- Harrington, R. S. . Bulletin of the American Astronomical Society. 1986-09-01, 18: 912  [2020-10-24]. （原始内容存档于2015-01-01）.

## 外部連結
- . SolStation.   [2008-06-22]. （原始内容存档于2006-08-20）.
- Darling, David. . 太空生物學、天文學及太空船百科全書.   [2006-08-15]. （原始内容存档于2021-02-14）.
- Schmidling, Jack. . Jack Schmidling Productions, Inc.   [2006-08-15]. （原始内容存档于2021-03-11）.業餘天文學家對巴納德星的觀測